# Copa Mundial de Sóftbol Masculino de 2025
La Copa Mundial de Sóftbol Masculino de 2025 fue la decimoctava edición del evento desde su inauguración en 1966. Por vez primera tres países fueron coanfitriones del evento. El torneo fue organizado por la Confederación Mundial de Béisbol y Sóftbol.
Es la primera edición en disputarse con el nuevo formato aprobado por el ente rector, consistente en dos fases: una inicial o de grupos, dónde los equipos clasificados disputarán su participación en la fase final a celebrarse el año siguiente. 
Canadá albergará la fase de grupos y la final, siendo la quinta ocasión en su historia y la primera para la ciudad de Prince Albert. México albergará la fase de grupos luego de 58 años de haber celebrado la edición inaugural del torneo, en Ciudad de México. Mientras que Estados Unidos será sede por quinta ocasión, y específicamente la ciudad de Oklahoma será anfitriona por segunda edición. 
Además, será la primera vez en celebrarse el evento con el nuevo nombre de Copa Mundial, en lugar del antiguo Campeonato Mundial del cual es continuación.
Australia es el campeón defensor después de derrotar a Canadá por 5-2 en la final de 2022 para reclamar su segunda Copa del Mundo.

## Organización

### Sedes
El 10 de enero de 2023 se anunció a Canadá como sede de la fase final del torneo, además de uno de los grupos previos. El 19 de octubre se confirmaría la participación estadounidense y el 30 de enero de 2024 se dio a conocer la localía de México, cada uno acogiendo otro de los grupos previos.
El Grupo A será albergado por el Estadio Mundialistas Hermosillenses y el Estadio Fernando M. Ortiz, ambos en Sonora. El Prime Ministers Park en Prince Albert albergará el Grupo B y las finales en dos campos. El Devon Park, también conocido como Complejo del Salón de la Fama del Softbol de EE. UU. en Oklahoma será el anfitrión del Grupo C.
| Grupo A                             | Grupo A                   | Grupo B y Finales     | Grupo C                                                       |
| Hermosillo, México                  | Hermosillo, México        | Prince Albert, Canadá | Oklahoma, Estados Unidos                                      |
| ----------------------------------- | ------------------------- | --------------------- | ------------------------------------------------------------- |
| Estadio Mundialistas Hermosillenses | Estadio Fernando M. Ortiz | Prime Ministers’ Park | Devon Park. Complejo del Salón de la Fama del Softbol de EEUU |
|                                     |                           |                       |                                                               |
| Capacidad: 1200                     | Capacidad: 1500           | Capacidad:            | Capacidad: 13000                                              |

### Árbitros
- Abel Chapa
- Edward Ortiz
- Eliazim Raúl Salazar Leal
- Darryl Helmer
- Manuel Tovar
- Jens Jakobsen
- Renzo Ruiz Salzido
- Patrick Reus
- Kevin Lawrence Wallace
- Glenn Brown
- Genevieve Gaudreau
- Trevor Richard Murphy
- Reinaldo Mora
- Mark Korrass
- Scott McLaren
- Jamie Hora
- David Fortin
- Michael James Morrissey
- Johnathan Hand
- Juan Felipe Arteaga Gonzáles
- Casy Waite
- Andrew McManus
- William Lopez
- Trevor Topping
- Bubba Ewald III
- Frankie Billingsley

### Formato de competición
La Copa Mundial de Sóftbol Masculino comenzará este verano con la Etapa de Grupos. Un total de 18 equipos se han dividido en tres grupos, y los dos mejores equipos en la clasificación final de cada grupo avanzarán a la final, programada para 2025 en Prince Albert, Canadá.
Cada grupo consta de un round robin de 15 juegos y cuatro días de duración, en el que los cuatro mejores equipos avanzan a los playoffs en el último día, donde los dos mejores equipos de la clasificación se enfrentarán entre sí con un boleto a las finales en juego. El perdedor del primer partido de play-off jugará contra el ganador del partido entre el tercero y el cuarto, por el segundo puesto en la final.
Los dos mejores equipos de cada grupo de la fase de grupos, más dos comodines, avanzarán a la final de la Copa del Mundo de ocho equipos, que se celebrará en Canadá en 2025.
Los criterios de designación de comodines para las Finales son (en orden):
1. Criterio 1: Un puesto comodín asegurado para el país anfitrión;
2. Criterio 2: Primeros equipos en tercer lugar en la fase de grupos, según la clasificación final de la edición anterior de la Copa del Mundo;
3. Criterio 3: Los mejores equipos en tercer lugar en la Etapa de grupos en función de la posición más alta en el Ranking de la WBSC al final del año calendario anterior.

Durante la fase final, después de un round-robin de grupo, los dos primeros clasificados de cada grupo avanzan a la Súper Ronda, mientras que los equipos número tres y cuatro competirán en la Ronda de Colocación.  Los cabezas de serie número uno y dos después de la Súper Ronda competirán en la final de la Copa Mundial.  Los finalistas tercero y cuarto jugarán por el bronce.

## Equipos participantes
Con la nueva estructura aprobada y la expansión del torneo en dos fases, aumentó el número de equipos participantes, los cuales serían definidos a partir de los campeonatos continentales.
- Wild card Anfitriones 3 cupos:  Canadá,  México,  Estados Unidos
- WBSC Asia 3 cupos:  Japón,  Singapur,  Filipinas
- WBSC Europe 3 cupos:  República Checa,  Dinamarca,  Países Bajos[4]
- WBSC Oceanía 2 cupos:  Australia,  Nueva Zelanda
- WBSC Africa 2 cupos:  Sudáfrica,  Botsuana[5]
- WBSC Américas 5 cupos:  Argentina,  Venezuela,  República Dominicana,  Guatemala,  Colombia[6]
- Wild card:  Hong Kong,  Israel.

Sin embargo, el 13 de febrero de 2024 se daba a conocer que la selección de Dinamarca se retiraba del torneo por cuestiones económicas. Más tarde, también se retiraba la selección de Botsuana. Por lo tanto, se eligieron dos nuevos países por medio de invitaciones.
| Equipo               | Método de clasificación         | Fecha de clasificación  | Apariciones | Última | Mejor resultado                                |
| -------------------- | ------------------------------- | ----------------------- | ----------- | ------ | ---------------------------------------------- |
| Canadá               | Anfitrión                       | 10 de enero de 2023     | 17          | 2022   | 1.° (1972, 1976, 1992, 2015)                   |
| Japón                | 1.° del Campeonato Asiático     | 26 de junio de 2023     | 17          | 2022   | 2.° (2000, 2019)                               |
| Singapur             | 2.° del Campeonato Asiático     | 27 de junio de 2023     | 3           | 2019   | 9.° (1972)                                     |
| Filipinas            | 3.° del Campeonato Asiático     | 28 de junio de 2023     | 11          | 2022   | 4.° (1968)                                     |
| República Checa      | 1.° del Campeonato Europeo      | 28 de julio de 2023     | 10          | 2022   | 6.° (2000)                                     |
| Países Bajos         | 3.° del Campeonato Europeo      | 29 de julio de 2023     | 7           | 2019   | 9.° (1992)                                     |
| Estados Unidos       | Anfitrión                       | 19 de octubre de 2023   | 17          | 2022   | 1.° (1966, 1968, 1976, 1980, 1988)             |
| Australia            | 1.° del Campeonato Oceánico     | 10 de noviembre de 2023 | 11          | 2022   | 1.° (2009, 2022)                               |
| Nueva Zelanda        | 2.° del Campeonato Oceánico     | 10 de noviembre de 2023 | 17          | 2022   | 1.° (1976, 1984, 1996, 2000, 2004, 2013, 2017) |
| México               | Anfitrión                       | 30 de enero de 2024     | 13          | 2019   | 2.° (1966)                                     |
| Hong Kong            | Invitación                      | 22 de febrero de 2024   | 5           | 2017   | 10.° (1972)                                    |
| Sudáfrica            | 1.° del Campeonato Africano     | 3 de marzo de 2024      | 11          | 2022   | 7.° (1976)                                     |
| Argentina            | 1.° del Campeonato Panamericano | 14 de abril de 2024     | 11          | 2022   | 1.° (2019)                                     |
| Venezuela            | 2.° del Campeonato Panamericano | 14 de abril de 2024     | 11          | 2022   | 2.° (2013)                                     |
| República Dominicana | 3.° del Campeonato Panamericano | 14 de abril de 2024     | 7           | 2017   | 5.° (1984, 2015)                               |
| Guatemala            | 4.° del Campeonato Panamericano | 14 de abril de 2024     | 1           | 2015   | 12.° (2015)                                    |
| Colombia             | 5.° del Campeonato Panamericano | 14 de abril de 2024     | 1           | 2013   | 10.° (2013)                                    |
| Israel               | Invitación                      | 24 de abril de 2024     | 1           | 1996   | 20.° (1996)                                    |

## Fase de grupos

### Grupo A
El Grupo A se disputará en Hermosillo, Sonora del 12 al 16 de junio de 2024.
| Pos | Equipo               | JJ | JG | JP | CA | CP | DC  | Dif | Calificación              |
| --- | -------------------- | -- | -- | -- | -- | -- | --- | --- | ------------------------- |
| 1   | Venezuela            | 5  | 5  | 0  | 31 | 6  | +25 | -   | Final del Grupo A         |
| 2   | República Dominicana | 5  | 3  | 2  | 22 | 16 | +6  | 2   | Final del Grupo A         |
| 3   | Australia            | 5  | 2  | 3  | 18 | 23 | -5  | 3   | Tercer puesto del Grupo A |
| 4   | México               | 5  | 2  | 3  | 15 | 14 | +1  | 3   | Tercer puesto del Grupo A |
| 5   | República Checa      | 5  | 2  | 3  | 17 | 39 | -22 | 3   | Quinto puesto del Grupo A |
| 6   | Filipinas            | 5  | 1  | 4  | 13 | 18 | -5  | 4   | Quinto puesto del Grupo A |

| Fecha               | Hora  | Visitante            | Resultado | Local                | Estadio                             |
| ------------------- | ----- | -------------------- | --------- | -------------------- | ----------------------------------- |
| 12 de junio de 2024 | 16:00 | Venezuela            | 7-0       | Australia            | Estadio Fernando M. Ortiz           |
| 12 de junio de 2024 | 16:00 | República Dominicana | 5-2       | Filipinas            | Estadio Mundialistas Hermosillenses |
| 12 de junio de 2024 | 21:00 | México               | 7-0       | República Checa      | Estadio Fernando M. Ortiz           |
| 13 de junio de 2024 | 17:00 | República Dominicana | 13-4      | República Checa      | Estadio Fernando M. Ortiz           |
| 13 de junio de 2024 | 18:00 | Filipinas            | 4-5       | Australia            | Estadio Mundialistas Hermosillenses |
| 13 de junio de 2024 | 20:00 | México               | 2-5       | Venezuela            | Estadio Fernando M. Ortiz           |
| 13 de junio de 2024 | 21:00 | Australia            | 1-4       | República Dominicana | Estadio Mundialistas Hermosillenses |
| 14 de junio de 2024 | 17:00 | Filipinas            | 3-1       | México               | Estadio Fernando M. Ortiz           |
| 14 de junio de 2024 | 18:00 | República Checa      | 2-11      | Venezuela            | Estadio Mundialistas Hermosillenses |
| 14 de junio de 2024 | 20:00 | Australia            | 6-1       | México               | Estadio Fernando M. Ortiz           |
| 14 de junio de 2024 | 21:00 | República Dominicana | 0-5       | Venezuela            | Estadio Mundialistas Hermosillenses |
| 15 de junio de 2024 | 17:00 | República Checa      | 7-6       | Australia            | Estadio Fernando M. Ortiz           |
| 15 de junio de 2024 | 18:00 | Venezuela            | 3-2       | Filipinas            | Estadio Mundialistas Hermosillenses |
| 15 de junio de 2024 | 20:00 | México               | 4-0       | República Dominicana | Estadio Fernando M. Ortiz           |
| 15 de junio de 2024 | 21:00 | Filipinas            | 2-4       | República Checa      | Estadio Mundialistas Hermosillenses |

|  | Final y tercer lugar | Final y tercer lugar |           |           | Repechaje   | Repechaje   |  |
|  | 16 de junio          | 16 de junio          |           |           | 16 de junio | 16 de junio |  |
|  |                      |                      |           |           |             |             |  |
|  |                      |                      |           |           |             |             |  |
|  | República Dominicana | 2                    |           |           |             |             |  |
|  | República Dominicana | 2                    |           |           |             |             |  |
|  | Venezuela            | 0                    |           |           |             |             |  |
|  | Venezuela            | 0                    |           | Australia | 4           |             |  |
|  |                      |                      |           | Australia | 4           |             |  |
|  |                      |                      | Venezuela | 1         |             |             |  |
|  | México               | 1                    | Venezuela | 1         |             |             |  |
|  | México               | 1                    |           |           |             |             |  |
|  | Australia            | 4                    |           |           |             |             |  |
|  | Australia            | 4                    |           |           |             |             |  |
|  |                      |                      |           |           |             |             |  |

| Ronda        | Fecha               | Hora  | Visitante            | Resultado | Local           | Estadio                             |
| ------------ | ------------------- | ----- | -------------------- | --------- | --------------- | ----------------------------------- |
| Quinto lugar | 16 de junio de 2024 | 20:00 | Filipinas            | 2-3       | República Checa | Estadio Mundialistas Hermosillenses |
| Tercer lugar | 16 de junio de 2024 | 17:00 | México               | 1-4       | Australia       | Estadio Fernando M. Ortiz           |
| Final        | 16 de junio de 2024 | 17:00 | República Dominicana | 2-0       | Venezuela       | Estadio Mundialistas Hermosillenses |
| Repechaje    | 16 de junio de 2024 | 21:00 | Australia            | 4-1       | Venezuela       | Estadio Fernando M. Ortiz           |

Equipos clasificados a la final:
- Campeón del Grupo A:  República Dominicana
- Repechaje:  Australia

Jugador más valioso del Grupo A:  Jack Besgrove

### Grupo B
El Grupo B se disputará en Prince Albert del 10 al 14 de julio de 2024.
| Pos | Equipo        | JJ | JG | JP | CA | CP | DC  | Dif | Calificación              |
| --- | ------------- | -- | -- | -- | -- | -- | --- | --- | ------------------------- |
| 1   | Argentina     | 5  | 5  | 0  | 45 | 1  | +44 | -   | Final del Grupo B         |
| 2   | Nueva Zelanda | 5  | 4  | 1  | 30 | 5  | +25 | 1   | Final del Grupo B         |
| 3   | Canadá        | 5  | 3  | 2  | 22 | 9  | +13 | 2   | Tercer puesto del Grupo B |
| 4   | Singapur      | 5  | 2  | 3  | 26 | 26 | 0   | 3   | Tercer puesto del Grupo B |
| 5   | Hong Kong     | 5  | 1  | 4  | 5  | 46 | -41 | 4   | Quinto puesto del Grupo B |
| 6   | Israel        | 5  | 0  | 5  | 3  | 44 | -41 | 5   | Quinto puesto del Grupo B |

| Fecha               | Hora  | Visitante     | Resultado | Local         | Estadio               |
| ------------------- | ----- | ------------- | --------- | ------------- | --------------------- |
| 10 de julio de 2024 | 11:00 | Argentina     | 8-0       | Israel        | Prime Ministers’ Park |
| 10 de julio de 2024 | 16:00 | Singapur      | 0-2       | Nueva Zelanda | Prime Ministers’ Park |
| 10 de julio de 2024 | 18:00 | Hong Kong     | 1-7       | Canadá        | Prime Ministers’ Park |
| 11 de julio de 2024 | 10:00 | Nueva Zelanda | 10-0      | Israel        | Prime Ministers’ Park |
| 11 de julio de 2024 | 13:00 | Israel        | 2-3       | Hong Kong     | Prime Ministers’ Park |
| 11 de julio de 2024 | 18:00 | Canadá        | 7-1       | Singapur      | Prime Ministers’ Park |
| 11 de julio de 2024 | 21:00 | Canadá        | 0-2       | Argentina     | Prime Ministers’ Park |
| 12 de julio de 2024 | 10:00 | Singapur      | 16-1      | Israel        | Prime Ministers’ Park |
| 12 de julio de 2024 | 13:00 | Singapur      | 9-1       | Hong Kong     | Prime Ministers’ Park |
| 12 de julio de 2024 | 18:00 | Hong Kong     | 0-16      | Argentina     | Prime Ministers’ Park |
| 12 de julio de 2024 | 21:00 | Nueva Zelanda | 5-1       | Canadá        | Prime Ministers’ Park |
| 13 de julio de 2024 | 10:00 | Argentina     | 15-0      | Singapur      | Prime Ministers’ Park |
| 13 de julio de 2024 | 13:00 | Argentina     | 4-1       | Nueva Zelanda | Prime Ministers’ Park |
| 13 de julio de 2024 | 18:00 | Hong Kong     | 0-12      | Nueva Zelanda | Prime Ministers’ Park |
| 13 de julio de 2024 | 21:00 | Israel        | 0-7       | Canadá        | Prime Ministers’ Park |

|  | Final y tercer lugar | Final y tercer lugar |               |        | Repechaje   | Repechaje   |  |
|  | 14 de julio          | 14 de julio          |               |        | 14 de julio | 14 de julio |  |
|  |                      |                      |               |        |             |             |  |
|  |                      |                      |               |        |             |             |  |
|  | Nueva Zelanda        | 5                    |               |        |             |             |  |
|  | Nueva Zelanda        | 5                    |               |        |             |             |  |
|  | Argentina            | 6                    |               |        |             |             |  |
|  | Argentina            | 6                    |               | Canadá | 1           |             |  |
|  |                      |                      |               | Canadá | 1           |             |  |
|  |                      |                      | Nueva Zelanda | 4      |             |             |  |
|  | Singapur             | 0                    | Nueva Zelanda | 4      |             |             |  |
|  | Singapur             | 0                    |               |        |             |             |  |
|  | Canadá               | 8                    |               |        |             |             |  |
|  | Canadá               | 8                    |               |        |             |             |  |
|  |                      |                      |               |        |             |             |  |

| Ronda        | Fecha               | Hora  | Visitante     | Resultado | Local         | Estadio               |
| ------------ | ------------------- | ----- | ------------- | --------- | ------------- | --------------------- |
| Quinto lugar | 14 de julio de 2024 | 10:00 | Israel        | 5-6       | Hong Kong     | Prime Ministers’ Park |
| Tercer lugar | 14 de julio de 2024 | 13:00 | Singapur      | 0-8       | Canadá        | Prime Ministers’ Park |
| Final        | 14 de julio de 2024 | 16:00 | Nueva Zelanda | 5-6       | Argentina     | Prime Ministers’ Park |
| Repechaje    | 14 de julio de 2024 | 19:00 | Canadá        | 1-4       | Nueva Zelanda | Prime Ministers’ Park |

Equipos clasificados a la final:
- Campeón del Grupo B:  Argentina
- Repechaje:  Nueva Zelanda

Jugador más valioso del Grupo B:  Liam James Potts

### Grupo C
El Grupo C se disputará en Oklahoma del 17 al 21 de septiembre de 2024.
| Pos | Equipo         | JJ | JG | JP | CA | CP | DC  | Dif | Calificación              |
| --- | -------------- | -- | -- | -- | -- | -- | --- | --- | ------------------------- |
| 1   | Estados Unidos | 5  | 5  | 0  | 28 | 3  | +25 | -   | Final del Grupo C         |
| 2   | Japón          | 5  | 4  | 1  | 2  | 30 | -28 | 1   | Final del Grupo C         |
| 3   | Guatemala      | 5  | 3  | 2  | 13 | 0  | +13 | 2   | Tercer puesto del Grupo C |
| 4   | Colombia       | 5  | 2  | 3  | 12 | 7  | +5  | 3   | Tercer puesto del Grupo C |
| 5   | Países Bajos   | 5  | 1  | 4  | 9  | 6  | +3  | 4   | Quinto puesto del Grupo C |
| 6   | Sudáfrica      | 5  | 0  | 5  | 6  | 25 | -19 | 5   | Quinto puesto del Grupo C |

| Fecha                    | Hora  | Visitante      | Resultado | Local          | Estadio                           |
| ------------------------ | ----- | -------------- | --------- | -------------- | --------------------------------- |
| 17 de septiembre de 2024 | 13:00 | Guatemala      | 4-0       | Sudáfrica      | USA Softball Hall of Fame Complex |
| 17 de septiembre de 2024 | 16:00 | Países Bajos   | 0-9       | Japón          | USA Softball Hall of Fame Complex |
| 17 de septiembre de 2024 | 19:00 | Colombia       | 0-3       | Estados Unidos | USA Softball Hall of Fame Complex |
| 18 de septiembre de 2024 | 10:00 | Japón          | 9-0       | Sudáfrica      | USA Softball Hall of Fame Complex |
| 18 de septiembre de 2024 | 13:00 | Sudáfrica      | 0-3       | Colombia       | USA Softball Hall of Fame Complex |
| 18 de septiembre de 2024 | 16:00 | Estados Unidos | 7-0       | Guatemala      | USA Softball Hall of Fame Complex |
| 18 de septiembre de 2024 | 19:00 | Estados Unidos | 11-0      | Países Bajos   | USA Softball Hall of Fame Complex |
| 19 de septiembre de 2024 | 10:00 | Colombia       | 2-8       | Guatemala      | USA Softball Hall of Fame Complex |
| 19 de septiembre de 2024 | 13:00 | Países Bajos   | 0-7       | Colombia       | USA Softball Hall of Fame Complex |
| 19 de septiembre de 2024 | 16:00 | Sudáfrica      | 4-6       | Países Bajos   | USA Softball Hall of Fame Complex |
| 19 de septiembre de 2024 | 19:00 | Japón          | 5-9       | Estados Unidos | USA Softball Hall of Fame Complex |
| 20 de septiembre de 2024 | 10:00 | Países Bajos   | 3-10      | Guatemala      | USA Softball Hall of Fame Complex |
| 20 de septiembre de 2024 | 13:00 | Guatemala      | 0-4       | Japón          | USA Softball Hall of Fame Complex |
| 20 de septiembre de 2024 | 16:00 | Colombia       | 1-8       | Japón          | USA Softball Hall of Fame Complex |
| 20 de septiembre de 2024 | 19:00 | Sudáfrica      | 4-11      | Estados Unidos | USA Softball Hall of Fame Complex |

|  | Final y tercer lugar | Final y tercer lugar |       |           | Repechaje        | Repechaje        |  |
|  | 21 de septiembre     | 21 de septiembre     |       |           | 21 de septiembre | 21 de septiembre |  |
|  |                      |                      |       |           |                  |                  |  |
|  |                      |                      |       |           |                  |                  |  |
|  | Japón                | 0                    |       |           |                  |                  |  |
|  | Japón                | 0                    |       |           |                  |                  |  |
|  | Estados Unidos       | 10                   |       |           |                  |                  |  |
|  | Estados Unidos       | 10                   |       | Guatemala | 0                |                  |  |
|  |                      |                      |       | Guatemala | 0                |                  |  |
|  |                      |                      | Japón | 3         |                  |                  |  |
|  | Colombia             | 2                    | Japón | 3         |                  |                  |  |
|  | Colombia             | 2                    |       |           |                  |                  |  |
|  | Guatemala            | 3                    |       |           |                  |                  |  |
|  | Guatemala            | 3                    |       |           |                  |                  |  |
|  |                      |                      |       |           |                  |                  |  |

| Ronda        | Fecha                    | Hora  | Visitante | Resultado | Local          | Estadio                           |
| ------------ | ------------------------ | ----- | --------- | --------- | -------------- | --------------------------------- |
| Quinto lugar | 21 de septiembre de 2024 | 10:00 | Sudáfrica | 8-4       | Países Bajos   | USA Softball Hall of Fame Complex |
| Tercer lugar | 21 de septiembre de 2024 | 13:00 | Colombia  | 2-3       | Guatemala      | USA Softball Hall of Fame Complex |
| Final        | 21 de septiembre de 2024 | 16:00 | Japón     | 0-10      | Estados Unidos | USA Softball Hall of Fame Complex |
| Repechaje    | 21 de septiembre de 2024 | 19:00 | Guatemala | 0-3       | Japón          | USA Softball Hall of Fame Complex |

Equipos clasificados a la final:
- Campeón del Grupo B:  Estados Unidos
- Repechaje:  Japón

Jugador más valioso del Grupo C:  Marco Diaz

### Equipos clasificados mediantewild card
- Canadá: Anfitrión de la final.
- Venezuela: Mejor ubicación en el Mundial anterior respecto a  México.

## Finales
La fase final se desarrollará entre el 8 y el 13 de julio de 2025, en Prince Albert, Canadá.

### Grupo A
| Pos | Equipo        | JJ | JG | JP | CA | CP | DC | Dif | Calificación           |
| --- | ------------- | -- | -- | -- | -- | -- | -- | --- | ---------------------- |
| 1   | Venezuela     | 3  | 2  | 1  | 17 | 13 | +4 | -   | Súper Ronda            |
| 2   | Nueva Zelanda | 3  | 2  | 1  | 14 | 11 | +3 | -   | Súper Ronda            |
| 3   | Argentina     | 3  | 1  | 2  | 8  | 8  | 0  | 1   | Ronda de Clasificación |
| 4   | Canadá        | 3  | 1  | 2  | 17 | 24 | -7 | 1   | Ronda de Clasificación |

| Fecha               | Hora  | Visitante     | Resultado | Local         | Estadio               |
| ------------------- | ----- | ------------- | --------- | ------------- | --------------------- |
| 8 de julio de 2025  | 14:30 | Venezuela     | 1-0       | Argentina     | Prime Ministers’ Park |
| 8 de julio de 2025  | 20:30 | Nueva Zelanda | 8-3       | Canadá        | Prime Ministers’ Park |
| 9 de julio de 2025  | 17:30 | Canadá        | 11-9      | Venezuela     | Prime Ministers’ Park |
| 9 de julio de 2025  | 20:30 | Nueva Zelanda | 4-1       | Argentina     | Prime Ministers’ Park |
| 10 de julio de 2025 | 14:30 | Venezuela     | 7-2       | Nueva Zelanda | Prime Ministers’ Park |
| 10 de julio de 2025 | 21:30 | Argentina     | 7-3       | Canadá        | Prime Ministers’ Park |

### Grupo B
| Pos | Equipo               | JJ | JG | JP | CA | CP | DC  | Dif | Calificación           |
| --- | -------------------- | -- | -- | -- | -- | -- | --- | --- | ---------------------- |
| 1   | Japón                | 3  | 2  | 1  | 18 | 9  | +9  | -   | Súper Ronda            |
| 2   | Estados Unidos       | 3  | 2  | 1  | 25 | 6  | +19 | -   | Súper Ronda            |
| 3   | Australia            | 3  | 1  | 2  | 11 | 23 | -12 | 1   | Ronda de Clasificación |
| 4   | República Dominicana | 3  | 1  | 2  | 6  | 22 | -16 | 1   | Ronda de Clasificación |

| Fecha               | Hora  | Visitante            | Resultado | Local                | Estadio               |
| ------------------- | ----- | -------------------- | --------- | -------------------- | --------------------- |
| 8 de julio de 2025  | 12:30 | Japón                | 2-3       | República Dominicana | Prime Ministers’ Park |
| 8 de julio de 2025  | 17:30 | Estados Unidos       | 10-0      | Australia            | Prime Ministers’ Park |
| 9 de julio de 2025  | 12:30 | República Dominicana | 2-9       | Australia            | Prime Ministers’ Park |
| 9 de julio de 2025  | 15:30 | Estados Unidos       | 4-5       | Japón                | Prime Ministers’ Park |
| 10 de julio de 2025 | 12:30 | República Dominicana | 1-11      | Estados Unidos       | Prime Ministers’ Park |
| 10 de julio de 2025 | 18:30 | Australia            | 2-11      | Japón                | Prime Ministers’ Park |

### Ronda de Clasificación
| Pos | Equipo               | JJ | JG | JP | CA | CP | DC  | Dif |
| --- | -------------------- | -- | -- | -- | -- | -- | --- | --- |
| 1   | Argentina            | 3  | 2  | 1  | 11 | 18 | -7  | -   |
| 2   | Australia            | 3  | 2  | 1  | 9  | 17 | -8  | -   |
| 3   | Canadá               | 3  | 2  | 1  | 20 | 6  | +14 | -   |
| 4   | República Dominicana | 3  | 0  | 3  | 15 | 9  | +6  | 2   |

| Fecha               | Hora  | Visitante            | Resultado | Local     | Estadio               |
| ------------------- | ----- | -------------------- | --------- | --------- | --------------------- |
| 11 de julio de 2025 | 12:30 | Australia            | 7-5       | Argentina | Prime Ministers’ Park |
| 11 de julio de 2025 | 18:30 | República Dominicana | 3-4       | Canadá    | Prime Ministers’ Park |
| 12 de julio de 2025 | 12:30 | República Dominicana | 6-11      | Argentina | Prime Ministers’ Park |
| 12 de julio de 2025 | 15:30 | Canadá               | 14-2      | Australia | Prime Ministers’ Park |

### Súper Ronda
| Pos | Equipo         | JJ | JG | JP | CA | CP | DC | Dif | Calificación |
| --- | -------------- | -- | -- | -- | -- | -- | -- | --- | ------------ |
| 1   | Venezuela      | 3  | 2  | 1  | 14 | 11 | +3 | -   | Final        |
| 2   | Nueva Zelanda  | 3  | 2  | 1  | 15 | 14 | +1 | -   | Final        |
| 3   | Japón          | 3  | 2  | 1  | 13 | 13 | +0 | -   | Tercer Lugar |
| 4   | Estados Unidos | 3  | 0  | 3  | 12 | 16 | -4 | -2  | Tercer Lugar |

| Fecha               | Hora  | Visitante      | Resultado | Local         | Estadio               |
| ------------------- | ----- | -------------- | --------- | ------------- | --------------------- |
| 11 de julio de 2025 | 15:30 | Estados Unidos | 4-5       | Nueva Zelanda | Prime Ministers’ Park |
| 11 de julio de 2025 | 20:30 | Venezuela      | 1-5       | Japón         | Prime Ministers’ Park |
| 12 de julio de 2025 | 17:30 | Estados Unidos | 4-6       | Venezuela     | Prime Ministers’ Park |
| 12 de julio de 2025 | 20:30 | Nueva Zelanda  | 8-3       | Japón         | Prime Ministers’ Park |

### Tercer lugar
| Fecha               | Hora  | Visitante      | Resultado | Local | Estadio               |
| ------------------- | ----- | -------------- | --------- | ----- | --------------------- |
| 13 de julio de 2025 | 11:00 | Estados Unidos | 10-1      | Japón | Prime Ministers’ Park |

### Final
| Fecha               | Hora  | Visitante     | Resultado | Local     | Estadio               |
| ------------------- | ----- | ------------- | --------- | --------- | --------------------- |
| 13 de julio de 2025 | 14:00 | Nueva Zelanda | 0-3       | Venezuela | Prime Ministers’ Park |

|                               |
| Bandera de Venezuela          |
| Campeón Venezuela 1.er título |

## Estadísticas

### Clasificación general[8]
|    | Equipo               | PJ | PG | PP | CF | CC | Dif | PCT  | PD |
| -- | -------------------- | -- | -- | -- | -- | -- | --- | ---- | -- |
| 1  | Venezuela            | 13 | 9  | 4  | 59 | 34 | +25 | .692 | —  |
| 2  | Nueva Zelanda        | 13 | 9  | 4  | 66 | 33 | +33 | .692 | —  |
| 3  | Estados Unidos       | 12 | 9  | 3  | 94 | 27 | +67 | .750 | —  |
| 4  | Japón                | 13 | 8  | 5  | 65 | 47 | +18 | .615 | 1  |
| 5  | Canadá               | 12 | 7  | 5  | 66 | 42 | +24 | .583 | 2  |
| 6  | Argentina            | 11 | 8  | 3  | 75 | 27 | +48 | .727 | 1  |
| 7  | Australia            | 12 | 6  | 6  | 46 | 67 | –21 | .500 | 3  |
| 8  | República Dominicana | 11 | 5  | 6  | 39 | 53 | –14 | .454 | 4  |
| 9  | Guatemala            | 7  | 4  | 3  | 25 | 21 | +4  | .571 | 5  |
| 10 | República Checa      | 6  | 3  | 3  | 20 | 41 | –21 | .500 | 6  |
| 11 | México               | 6  | 2  | 4  | 16 | 18 | –2  | .333 | 7  |
| 12 | Colombia             | 6  | 2  | 4  | 15 | 22 | –7  | .333 | 7  |
| 13 | Singapur             | 6  | 2  | 4  | 26 | 34 | –8  | .333 | 7  |
| 14 | Filipinas            | 6  | 1  | 5  | 15 | 21 | –6  | .166 | 8  |
| 15 | Sudáfrica            | 6  | 1  | 5  | 16 | 37 | –21 | .166 | 8  |
| 16 | Países Bajos         | 6  | 1  | 5  | 13 | 49 | –36 | .166 | 8  |
| 17 | Hong Kong            | 6  | 1  | 5  | 11 | 51 | –40 | .166 | 8  |
| 18 | Israel               | 6  | 0  | 6  | 8  | 50 | –42 | .000 | 9  |

## Premios y reconocimientos

### All-World Team
| Posición | Jugador         |
| -------- | --------------- |
| C        | Rafael Flores   |
| 1B       | Seth Gibson     |
| 2B       | Angel Adames    |
| SS       | Cam Schiller    |
| 3B       | Riley James     |
| OF       | Koki Sato       |
| OF       | Ben Enoka       |
| OF       | Tei Hamamoto    |
| P        | Liam Potts      |
| DP       | Jendry Torres   |
| MVP      | Maiker Pimentel |